# Clarence (Missouri)
Clarence és una població dels Estats Units a l'estat de Missouri. Segons el cens del 2000 tenia 915 habitants.

## Demografia
Segons el cens del 2000, Clarence tenia 915 habitants, 398 habitatges, i 228 famílies. La densitat de població era de 302 habitants per km².
Dels 398 habitatges en un 25,4% hi vivien nens de menys de 18 anys, en un 47% hi vivien parelles casades, en un 8,5% dones solteres, i en un 42,7% no eren unitats familiars. En el 39,2% dels habitatges hi vivien persones soles el 24,1% de les quals corresponia a persones de 65 anys o més que vivien soles. El nombre mitjà de persones vivint en cada habitatge era de 2,2 i el nombre mitjà de persones que vivien en cada família era de 3.
Per edats la població es repartia de la següent manera: un 23,1% tenia menys de 18 anys, un 8,2% entre 18 i 24, un 22,2% entre 25 i 44, un 23,3% de 45 a 60 i un 23,3% 65 anys o més.
L'edat mediana era de 42 anys. Per cada 100 dones de 18 o més anys hi havia 77,8 homes.
La renda mediana per habitatge era de 21.513 $ i la renda mediana per família de 31.397 $. Els homes tenien una renda mediana de 20.469 $ mentre que les dones 16.518 $. La renda per capita de la població era de 12.970 $. Entorn del 16,1% de les famílies i el 19% de la població estaven per davall del llindar de pobresa.

## Poblacions més properes
El següent diagrama mostra les poblacions més properes.